# Blocco di fascia
Un blocco di fascia, o blocco di piano fasciale, è una tecnica di anestesia locoregionale; il bersaglio dell'inserimento e dell'iniezione di anestetico locale è lo spazio tra due fasce (detto piano fasciale), intese come qualsiasi foglio di tessuto connettivo che racchiude o separa muscoli e organi interni.
I blocchi di fascia forniscono principalmente analgesia somatica e sono utilizzati al meglio come parte di un'analgesia multimodale; sono tecnicamente semplici e relativamente sicuri e riducono il dolore e il fabbisogno di oppioidi in molti contesti clinici.
Sono praticabili come alternativa alle iniezioni epidurali, paravertebrali e perineurali; rappresentano un cambio di paradigma in quanto non è necessario visualizzare i nervi o depositare l'anestetico locale vicino ad essi. L'analgesia si ottiene principalmente facendo diffondere l'anestetico locale ai nervi che si diramano all'interno di questo piano e ai tessuti adiacenti. La struttura della fascia è composta da un reticolo di fibre collagene riempite con una matrice di glicosaminoglicani idratati e infiltrate da adipociti e fibroblasti; il fluido iniettato può attraversarlo per diffusione. Il piano tra gli strati fasciali è riempito con una matrice simile a grasso-glicosaminoglicano e garantisce lo scorrimento e l'ammortizzazione tra le strutture, nonché il di nervi e vasi. L'anestetico locale iniettato in un piano fasciale deve propagarsi per raggiungere i bersagli nervosi affinché il blocco sia efficace; tuttavia, la fascia è complessa e presenta variazioni regionali nella struttura che influenzano la diffusione.
I piani tra i vari strati muscolari del torace, dell'addome e dell'area vicino allo spazio paravertebrale toracico e al canale vertebrale sono bersagli abituali per l'iniezione ecoguidata di anestetico locale. Le “linee di fusione” sono punti in cui le fasce si fondono, creando un luogo in cui le forze muscolari possono convergere; esistono in tutto il corpo (ad esempio la linea alba o la fascia lata) e consentono la coordinazione tra gruppi di muscoli. Queste zone possono limitare la diffusione dell'anestetico locale creando un compartimento. Ad esempio, nel blocco della guaina del retto, in cui viene iniettato l'anestetico locale tra il muscolo retto dell'addome e la sua guaina posteriore, lo scopo è di anestetizzare i rami cutanei anteriori dei nervi toracoaddominali mentre viaggiano attraverso questo piano: questo blocco deve essere eseguito bilateralmente per fornire copertura sulla linea mediana poiché la linea alba impedirà la diffusione al lato controlaterale; allo stesso modo, è probabile che la linea semilunare di Spigelio impedisca la diffusione laterale per anestetizzare i nervi cutanei laterali. Al contempo, l'iniezione in questo compartimento definito potrebbe essere utile in quanto l'iniettato può concentrare l'effetto sui nervi bersaglio senza diffondersi oltre.
Nonostante la crescente popolarità, questa moderna tecnica ha aspetti controversi, vale a dire risultati, efficacia, evidenza, indicazioni e tecniche incoerenti. L'entità del blocco sensoriale è alquanto variabile, perché dipende dalla diffusione raggiunta dell'anestetico locale e dal decorso anatomico dei nervi presi di mira.